# El Palmar (Chuquisaca)
El Palmar ist eine Ortschaft im Departamento Chuquisaca im südamerikanischen Andenstaat Bolivien.

## Lage im Nahraum
El Palmar liegt in der Provinz Sud Cinti und ist der zentrale Ort im Cantón El Palmar im Municipio Culpina. Der Ort liegt auf einer Höhe von 1123 m an einem Bachlauf, der wenige Kilometer nordwestlich in den Río Limonal fließen, der sich kurz darauf mit dem Río Cochayo zum Río Urucuti vereinigt.

## Geographie und Wirtschaft
El Palmar liegt im Bereich der winterfeuchten Subtropen, östlich der Bergregion der Cordillera de Tajsara o Tarachaca und wird zum bolivianischen Chaco gezählt.
Die Jahresdurchschnittstemperatur der Region liegt bei 23 °C (siehe Klimadiagramm Cuevo), die Monatswerte schwanken zwischen 18 °C im Juni und Juli und 26 °C von November und Januar. Das Klima ist semihumid und weist eine deutliche Trockenzeit von Mai bis September mit Monatsniederschlägen von weniger als 20 mm auf; der Jahresniederschlag liegt bei knapp 800 mm, von Dezember bis März werden Monatswerte von 110 bis 160 mm erreicht.
Landwirtschaft und Viehzucht (Rinder) sind die vorherrschenden Betätigungsfelder der Bewohner.

## Verkehrsnetz
El Palmar liegt in einer Entfernung von 481 Straßenkilometern südöstlich von Sucre, der Hauptstadt des Departamentos.
Von Sucre aus führt die über weite Strecken unbefestigte Nationalstraße Ruta 6 in südöstlicher Richtung über die Städte Tarabuco, Zudáñez, Tomina und Padilla nach Monteagudo. Von Padilla kommend führt sechs Kilometer vor Monteagudo eine unbefestigte Landstraße nach Süden, überquert den Río Bañado und erreicht nach 85 Kilometern San Juan del Piraí. Von dort führt eine unbefestigte Piste in südlicher Richtung, überquert den Río Parapetí und führt auf den folgenden 35 Kilometern anfangs auf einem niedrigen Bergrücken und später in den Flusstälern in südlicher Richtung über Uruguay nach Añimbo.
Von Añimbo aus führt der Weg zuerst sieben Kilometer nach Süden, dann zweigt eine Piste in südwestlicher Richtung ab, die auf den folgenden 50 Kilometern anfangs durch häufige Querung von Bachläufen und flachen Flussläufen gekennzeichnet ist. Nach der Überquerung des Río Pilcomayo führt die Piste dann vor allem durch bewaldete Talläufe, bis dann auf den letzten fünfzehn Kilometern über Orocote nach El Palmar landwirtschaftliche Nutzflächen dominieren.

## Bevölkerung
Die Einwohnerzahl der Ortschaft ist in dem Jahrzehnt zwischen den beiden letzten Volkszählungen um etwa ein Sechstel angestiegen:
| Jahr | Einwohner         | Quelle       |
| ---- | ----------------- | ------------ |
| 1992 | keine Detaildaten | Volkszählung |
| 2001 | 382               | Volkszählung |
| 2012 | 441               | Volkszählung |
| 2024 |                   | Volkszählung |